# 스테폰 마버리
스테픈 재비어 마버리(영어: Stephon Xavier Marbury, 1977년 2월 20일~)는 미국의 농구 선수, 지도자이다. 현역 시절 포지션은 포인트 가드로 전미 농구 협회(NBA)의 미네소타 팀버울브스, 뉴저지 네츠, 피닉스 선스, 뉴욕 닉스, 보스턴 셀틱스 소속으로 활동했다. 이후 중국으로 건너가 선수 생활을 했으며 현재 자신의 현역 마지막 팀인 베이징 로열 파이터스의 감독을 맡고 있다.